# Madasphecia griveaudi
Madasphecia griveaudi là một loài bướm đêm thuộc họ Sesiidae. Nó được biết đến ở châu Phi.